# Kristiina Brask
Kristiina Brask (Leppävirta, 2 giugno 1990) è una cantante finlandese.
Kristiina ha partecipato al programma finlandese "Idols", dove è arrivata terza, nel 2007. Da qui ha avuto la possibilità di ricevere un contratto discografico, grazie al quale ha pubblicato il suo primo album in finlandese Silmät Sydämeeni che ha venduto circa 20 000 copie ed è stato certificato con un disco d'oro. Nel 2009 ha pubblicato il suo nuovo album che ha venduto circa 8 000 copie e ha ottenuto poco successo.

## Discografia

### Album
| Anno | Dettagli                                                                     | Posizione massima | Vendite           |
| Anno | Dettagli                                                                     | FIN               | Vendite           |
| ---- | ---------------------------------------------------------------------------- | ----------------- | ----------------- |
| 2007 | Silmät sydämeeni - Pubblicato: 7 novembre 2007 - Etichetta: HMC              | 9                 | - Vendite: 20.000 |
| 2009 | Kuivilla susta - Pubblicato: 9 settembre 2009 - Etichetta: HMC, Warner Music | 11                | - Vendite: 8.000  |

## Singoli
| Anno | Singolo                      | Posizione massima | Album            |
| Anno | Singolo                      | FIN               | Album            |
| ---- | ---------------------------- | ----------------- | ---------------- |
| 2007 | "Nyt mä meen"                | 14                | Silmät sydämeeni |
| 2007 | "Silmät sydämeeni"           | —                 | Silmät sydämeeni |
| 2008 | "Pilvet valmiina"            | —                 | Silmät sydämeeni |
| 2008 | "Liian kaukana"              | —                 | Silmät sydämeeni |
| 2009 | "Kuivilla susta"             | 15                | Kuivilla susta   |
| 2009 | "Happee, hoitoo ja empatiaa" | —                 | Kuivilla susta   |
| 2011 | "F32"                        | —                 | solo singolo     |